# Quraysh
Quraish (tiếng Ả Rập: قريش, Qurayš; chuyển tự khác bao gồm Quraish, Quraish, Qurashi, Qurish, Kuraish, và Coreish) là một bộ tộc thương gia mạnh mẽ kiểm soát Mecca và Ka'aba và theo truyền thống Hồi giáo, là hậu duệ của Ishmael.
Nhà tiên tri Hồi giáo Muhammad đã được sinh ra trong gia tộc Banu Hashim của bộ lạc Quraysh. 

## Tổ tiên
Theo truyền thống bộ lạc này có phả hệ từ thời Mudhar đến Adam, Abraham và Ishmael:
Theo truyền thống này, Quraysh là Nadhr ibn ("con trai của") Kinanah ibn Khuzaimah ibn Mudrikah ibn Ilyas ibn Mudhar ibn Nazar ibn Ma'ad ibn Adnan ibn Add ibn Sind ibn Qedar ibn Ishmael ibn Abraham ibn Azar (Terah) ibn Nahur ibn Serug ibn Reu ibn Peleg ibn Eber ibn Salah ibn Arpachshad ibn Shem ibn Noah ibn Lamech ibn Methuselah ibn Idris (Enoch) ibn Jared ibn Mahalalel ibn Kenan ibn Enos ibn Seth ibn Adam.